# 14 ذو القعدة
- السبت
- الأحد
- الاثنين
- الثلاثاء
- الأربعاء
- الخميس
- الجمعة

- 2826 أبريل 2025
- 2927 أبريل 2025
- 3028 أبريل 2025
- 129 أبريل 2025
- 230 أبريل 2025
- 31 مايو 2025
- 42 مايو 2025
- 53 مايو 2025
- 64 مايو 2025
- 75 مايو 2025
- 86 مايو 2025
- 97 مايو 2025
- 108 مايو 2025
- 119 مايو 2025
- 1210 مايو 2025
- 1311 مايو 2025
- 1412 مايو 2025
- 1513 مايو 2025
- 1614 مايو 2025
- 1715 مايو 2025
- 1816 مايو 2025
- 1917 مايو 2025
- 2018 مايو 2025
- 2119 مايو 2025
- 2220 مايو 2025
- 2321 مايو 2025
- 2422 مايو 2025
- 2523 مايو 2025
- 2624 مايو 2025
- 2725 مايو 2025
- 2826 مايو 2025
- 2927 مايو 2025
- 128 مايو 2025
- 229 مايو 2025
- 330 مايو 2025

14 ذو القعدة أو 14 ذو القعدة الحرام أو يوم 14 \ 11 (اليوم الرابع عشر من الشهر الحادي عشر) هو اليوم التاسع بعد الثلاثمائة (309) من أيَّام السنة (أو العاشر بعد الثلاثمائة لو كان شهر رمضان مُتممًا لليوم الثلاثين أو الحادي عشر بعد الثلاثمائة لو أتم كلاً من صفر وربيع الآخر وجمادى الآخرة وشعبان ورمضان ثلاثين يوماً) وفق التقويم الهجري القمري (العربي). يبقى بعده 45 أو 46 يومًا لانتهاء السنة.

## أحداث
- 530هـ - دخول السلطان مسعود السلجوقي إلى بغداد.
- 1272هـ - بدأ أعمال حفر قناة السويس بإشراف الفرنسي فرديناند دي لسبس المدعوم من حكومته.
- 1344هـ - انتهاء حرب الريف في المغرب باستسلام قائدها الزعيم عبد الكريم الخطابي إلى القوات الفرنسية.
- 1356هـ - افتتاح المتحف الزراعي المصري في عهد الملك فاروق الأول. ويعد هذا المتحف هو أول متحف زراعي في العالم، وقد صدر قرار وزاري بإنشائه وخصصت له سراي الأميرة فاطمة إسماعيل التي كانت قد وهبتها للجامعة المصرية، وتبلغ مساحة المتحف حوالي 30 فدانًا.
- 1367هـ - منظمة شتيرن تغتال الكونت فولك برنادوت المعين من الأمم المتحدة للتوفيق بين العرب واليهود في فلسطين.
- 1394هـ - بداية الحرب الأهلية الإثيوبية.
- 1395هـ - ملك المغرب الحسن الثاني يعلن عن عزمه تسيير مظاهرات شعبية إلى الصحراء الغربية لتحريرها بعد إعلان محكمة العدل الدولية إنها أرض مغربية.
- 1424هـ - قيام الرئيس السوري بشار الأسد بزيارة تركيا وهي الزيارة الأولى من نوعها منذ 58 سنة، وقد أسهمت الزيارة في زيادة التحسن الإيجابي في العلاقات التركية السورية الذي بدأ قبل 5 أعوام، بعد أن كان البلدان على شفا حرب بسبب دعم سوريا لعبد الله أوجلان زعيم حزب العمال الكردستاني المحظور في تركيا.
- 1428هـ -
  - تأجيل الجلسة الانتخابية الخاصة بانتخاب رئيس لبنان إلى بعد 7 أيام وذلك لمزيد من التشاور على الرغم من أن هذا اليوم كان آخر يوم من ولاية الرئيس إميل لحود.
  - الرئيس اللبناني إميل لحود يقرر تسليم الجيش الأمن في البلاد وذلك بسبب عدم انتخاب رئيس جديد للجمهورية وحصول فراغ بمركز الرئاسة، والحكومة ترفض القرار.
- 1430هـ - المرشح لانتخابات الرئاسة الأفغانية عبد الله عبد الله يقرر عدم المشاركة في الجولة النهائية منها وذلك على خلفية عدم تحقيق مطالبه بضمان انتخابات عادلة.
- 1446هـ - حزب العمال الكردستاني يُعلن حل نفسه وإنهاء الصراع مع الجمهورية التركية بعد إحدى وأربعين سنة من اندلاعه.

## مواليد
- 1351 هـ - عبد الحميد كشك، داعية إسلامي وقارئ قرآن مصري.
- 1353 هـ - ميشال عون، عسكري وسياسي لبناني.
- 1354 هـ - عبد اللطيف التلباني، مغني مصري.
- 1366 هـ - شيخة حسينة واجد، رئيسة وزراء بنغلاديش.
- 1370 هـ -
  - عمر يارادوا، رئيس نيجيريا.
  - ممدوح فرج، مصارع ومذيع مصري.
- 1377 هـ - عزة لبيب، ممثلة مصرية.
- 1386 هـ - حسن عسيري، ممثل سعودي.
- 1392 هـ - هادي خشبة، لاعب كرة قدم دولي مصري معتزل.
- 1397 هـ -
  - لجين عمران، إعلامية سعودية.
  - شيماء سبت، ممثلة بحرينية.
- 1401 هـ - هوار ملا محمد، لاعب كرة قدم عراقي.
- 1403 هـ - وئام الدحماني، ممثلة إماراتية مغربية.
- 1409 هـ - مهلقا جابري، عارضة أزياء إيرانية الأمریكية.

## وفيات
- 524 هـ - أبو علي المنصور الآمر بأحكام الله، الخليفة الفاطمي العاشر.
- 843 هـ - ابن خطيب الناصرية، قاضي وعالم مسلم ومؤرخ شامي حلبي.
- 1324 هـ - إبراهيم اليازجي، لغوي وناقد وأديب لبناني.
- 1359 هـ - أحمد ترجاني زادة، أديب، وأكاديمي ومترجم إيراني.
- 1378 هـ - جورج أبيض، مسرحي لبناني مصري.
- 1387 هـ - حسين القديحي، فقيه ومحدث وشاعر وكاتب سعودي.
- 1390 هـ - مصطفى نظيف، عالم طبيعيات مصري.
- 1409 هـ - محسن بن سلطان الفضلي، فقيه جعفري وكاتب سعودي.
- 1427 هـ -
  - صفي الرحمن المباركفوري، أحد علماء الحديث في الهند.
  - عبد الكريم حسين سعود، شاعر وكاتب سوري.
- 1433 هـ - هذلول بن عبد العزيز آل سعود، رئيس نادي الهلال السعودي.
- 1439 هـ -
  - عوشة بنت خليفة السويدي، شاعرة إماراتية، عُرفت بلقب فتاة العرب.
  - هياتم، ممثلة وراقصة شرقية مصرية.
  - محمد شرف، ممثل مصري.
- 1441 هـ - رجاء الجداوي، ممثلة مصرية.
- 1442 هـ - نزار بنات، ناشط سياسي وحقوقي فلسطيني.

## وصلات خارجية
- موقع قصة الإسلام: حدث في شهر ذو القعدة.